# Cardiff City Stadium
El Cardiff City Stadium (en galés: Stadiwm Dina Caerdydd) es un estadio de la ciudad de Cardiff (Gales), con una capacidad de 26 828 espectadores es la sede del Cardiff City Football Club y el segundo estadio de la Selección, que antes jugó en el Ninian Park, y los Cardiff Blues de rugby. Actualmente es el segundo estadio más grande de la ciudad de Cardiff y de Gales después del Millennium Stadium. Fue inaugurado oficialmente el 22 de julio de 2009 con un partido amistoso de fútbol entre el Cardiff City y el Celtic FC.

## Historia
El primer estadio del Cardiff City estaba situado en Sophia Gardens y jugó allí desde su fundación, en 1899, hasta 1910 cuando, debido a la creciente afluencia de público y las pobres facilidades del estadio, Bartley Wilson contactó con Bute Estate para encontrar un lugar donde construir un nuevo estadio. Acordaron construir el nuevo campo en Sloper Road, en el emplazamiento de un antiguo vertedero, lo que requirió una gran cantidad de tiempo y trabajo acondicionar la superficie para convertirlo en un terreno de juego adecuado. El trabajo se llevó a cabo con voluntarios y la ayuda de la Cardiff Corporation. El estadio debía ser conocido en un principio como Sloper Park pero después de la gran ayuda prestada por Lord Ninian Crichton-Stuart se decidió bautizarlo como Ninian Park. El estadio se inauguró el 1 de septiembre de 1910 y en un principio sólo contaba con una grada. En 1928 se inauguró una segunda grada, con capacidad para 18 000 espectadores, reemplazando un terraplén de tierra. El récord de espectadores del club en Ninian Park es de 57.893 espectadores, el 22 de abril de 1953 en un partido de liga contra el Arsenal FC. Progresivamente el estadio fue reduciendo su capacidad a lo largo de los 70 y los 80 hasta quedar reducida a 22 000 espectadores. En su último año de uso, era el único estadio por encima de la Football League One que conservaba zonas sin asientos. 
En 2002 se decidió construir un nuevo estadio para el club. En el año 2003 se dijo que el Cardiff City podría pasar a jugar en el Millennium Stadium, ya que no se veía viable dos estadios en Cardiff de más de 50 000 espectadores. A pesar de estos rumores el 20 de agosto de 2003, los concejales de Cardiff dieron el aprobado unánime a la construcción del nuevo estadio. Sin embargo la mala situación financiera del club retrasó el inicio de las obras hasta el 21 de febrero de 2007. 
En junio de 2009 se terminó la construcción del Cardiff City Stadium, un nuevo estadio con capacidad para 26 500 espectadores, el lugar del ahora demolido Ninian Park. El nuevo estadio se inauguró el 22 de julio de 2009 en un amistoso de pretemporada contra el Celtic FC. Hubo dos amistosos jugados antes de este partido durante esa pretemporada en el nuevo estadio: un partido del Cardiff City Legends el 4 de julio y un amistoso contra el Chasetown FC el 10 de julio. El primer partido de liga se jugó el 8 de agosto de 2009, una victoria por 4-0 ante el Scunthorpe United. 

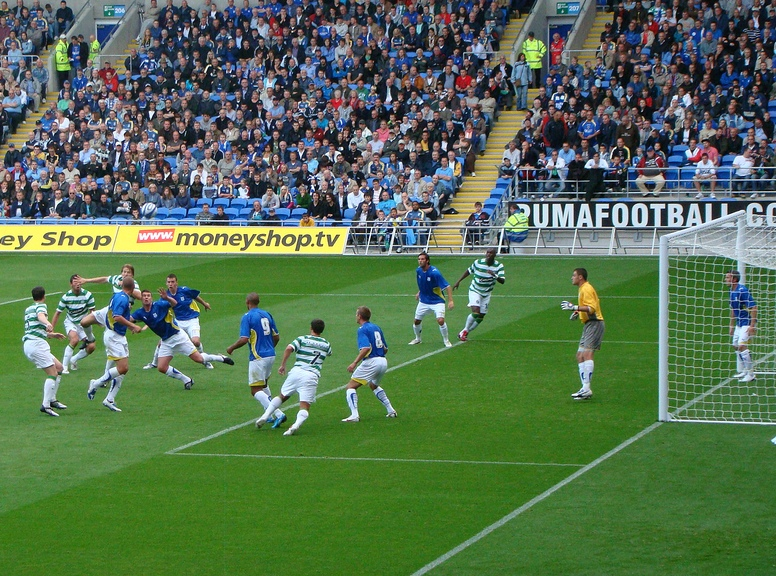
El partido inaugural del estadio entre el Cardiff City y el Celtic en 22 de julio de 2009.

| Predecesor: MAPEI Stadium - Città del Tricolore Reggio Emilia 2016 | Final de la Liga de Campeones Femenina de la UEFA Cardiff 2017 | Sucesor: Estadio Lobanovsky Dynamo Kiev 2018 |